# Bombax
El gènere Bombax comprèn a vuit espècies natives de les zones tropicals del sud d'Àsia, nord d'Austràlia i Àfrica.

## Descripció
Els arbres del gènere Bombax, són dels arbres majors que es troben en les seves respectives regions, aconseguint de 30 a 40 metres d'altura amb troncs de 3 metres de diàmetre. Les fulles són caduques, caient en l'època seca, de 30 a 50 cm de diàmetre, palmeades, amb 5 a 9 divisions de fulles més petites. Produeixen flors vermelles entre gener i març, que maduren donant lloc a unes peles que contenen fibra, similar a capoquer (Ceiba pentandra) i al cotó, no obstant aquestes fibres són més curtes que les del cotó.
Es planten en jardins i també en la reforestació de les àrees aclarides de selva.
Les espècies del gènere Bombax són les plantes en les quals s'alimenten les larves d'algunes espècies de Lepidoptera incloses les barrenadores de fulles Bucculatrix crateracma que s'alimenten exclusivament de les fulles de Bombax ceiba.

## Espècies seleccionades
- Bombax albidum Gagnep.
- Bombax anceps Pierre
- Bombax blancoanum A.Robyns
- Bombax buonopozense P.Beauv.
- Bombax ceiba L.
- Bombax costatum Pellegr. & Vuillet
- Bombax insigne Wall.